# Incydent Mayaguez
Incydent „Mayaguez” – incydent zbrojny, który miał miejsce między Kampuczą (obecnie Kambodża) a Stanami Zjednoczonymi w dniach 12–15 maja 1975 roku, niecały miesiąc po tym, jak Czerwoni Khmerzy przejęli kontrolę nad stolicą państwa Phnom Penh, obalając wspieraną przez USA Republikę Khmerów.
Po tym, jak Czerwoni Khmerzy przejęli amerykański statek handlowy SS „Mayaguez” na spornym obszarze morskim, USA przeprowadziły pospiesznie przygotowaną operację ratunkową. Amerykańscy Marines odbili statek i zaatakowali wyspę Koh Tang, gdzie przypuszczalnie załoga była przetrzymywana jako zakładnicy. Po napotkaniu silniejszej niż oczekiwano obrony na Koh Tang, trzy śmigłowce Sił Powietrznych Stanów Zjednoczonych zostały zniszczone, a Marines stoczyli desperacką, całodniową bitwę z Czerwonymi Khmerami, po czym zostali ewakuowani. Załoga „Mayaguez” została uwolniona bez szwanku przez Czerwonych Khmerów wkrótce po rozpoczęciu ataku na Koh Tang.
Nazwiska zabitych Amerykanów, w tym trzech Marines pozostawionych na Koh Tang po bitwie i następnie straconych przez Czerwonych Khmerów, to ostatnie nazwiska wypisane na Vietnam Veterans Memorial.

## Galeria

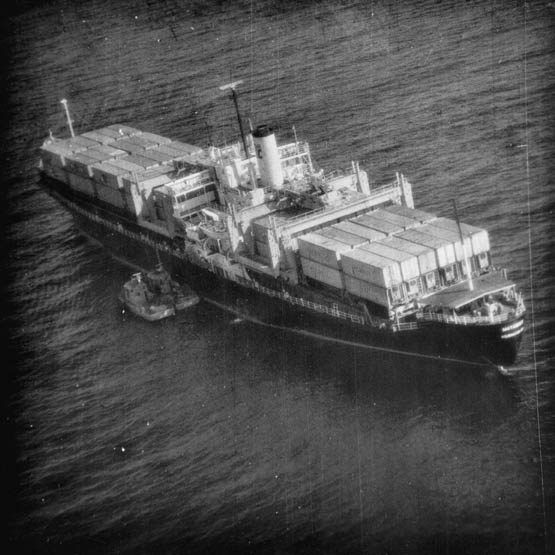
Dwie łodzie patrolowe Czerwonych Khmerów podczas przejmowania statku SS „Mayaguez” u jego prawej burty
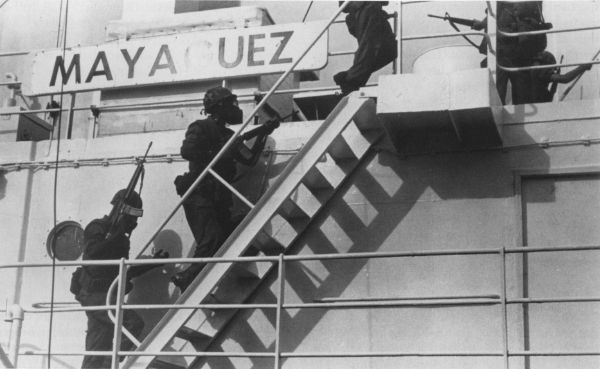
Marines wchodzą na pokład „Mayaguez”
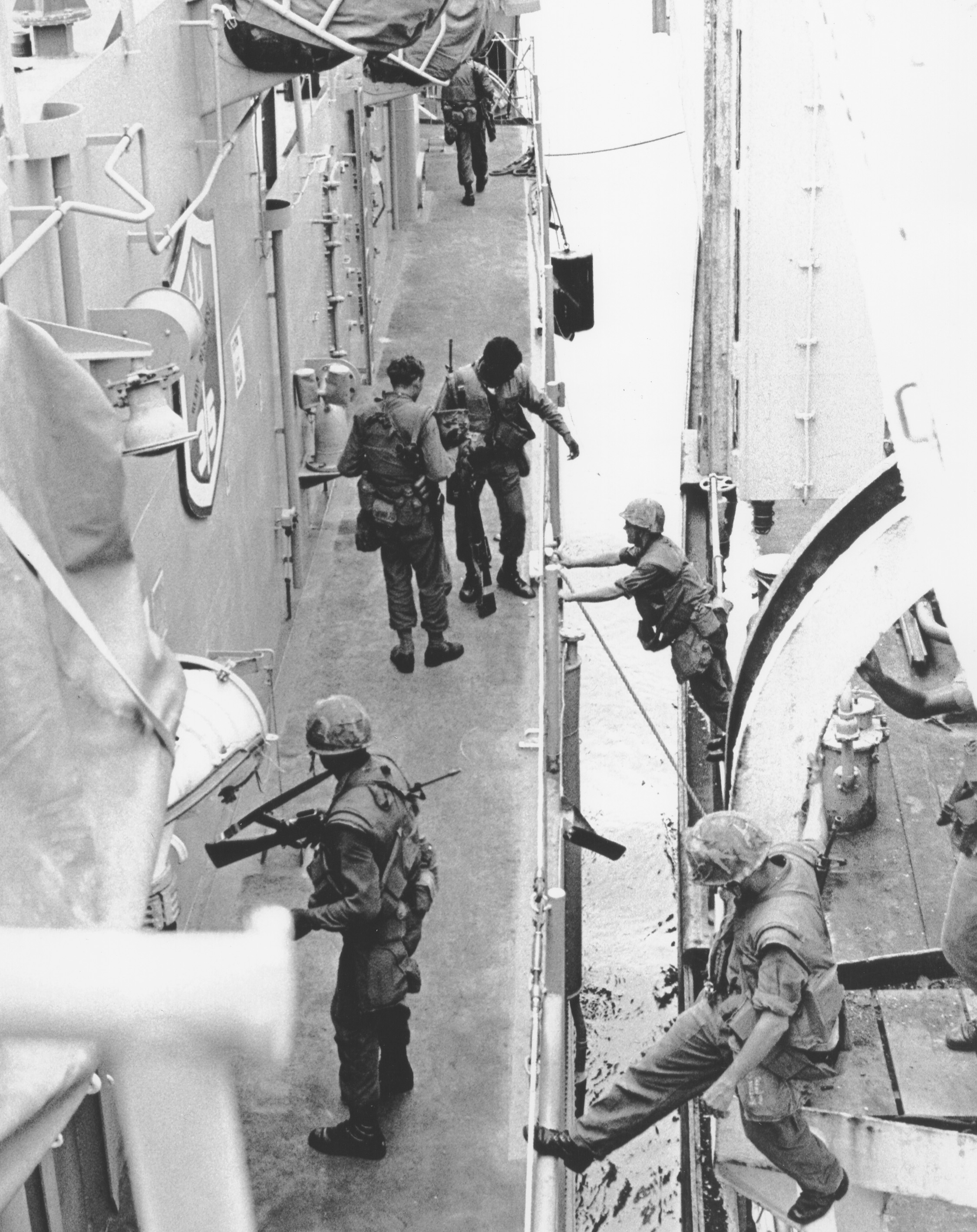
Marines wracają na pokład USS Harold E. Holt po akcji na SS „Mayaguez”
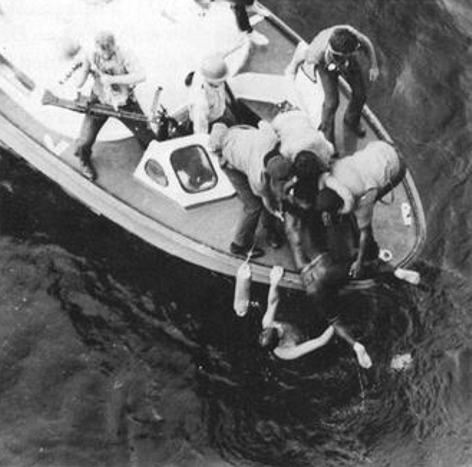
Załoga USS „Henry B. Wilson” ratuje lotników USAF